# Black Mesa (videohra)
Black Mesa (původně Black Mesa: Source) je first-person shooter videohra vyvinutá a vydaná studiem Crowbar Collective. Jedná se o remake videohry Half-Life (1998), který běží na herním enginu Source. Dne 14. září 2012 byla Black Mesa vydána jako bezplatný mod a společnost Valve (tvůrce Half-Life) schválila jeho komerční vydání. Předběžně byla Black Mesa zpřístupněna v listopadu 2015 a plná hry byla vydána 6. března 2020.
Black Mesa byla vyvinutá zhruba 40členným týmem dobrovolníků. Podnět k vývoji Black Mesy dala nespokojenost a zklamání z Half-Life: Source, oficiální konverze Half-Life do enginu Source. Hra byla oznámena 1. ledna 2005, ale vývoj doprovázela řada komplikací, které zapříčinily značné množství odkladů. Původní plán počítal s maximálně tříletou dobou vývoje, která se protáhla na 8 let.

## Kritika
Po vydání se hře dostalo vesměs pozitivních ohlasů a na serveru Metacritic vykazuje průměrné hodnocení 86%.